# Xã Illyria, Quận Fayette, Iowa
Xã Illyria (tiếng Anh: Illyria Township) là một xã thuộc quận Fayette, tiểu bang Iowa, Hoa Kỳ. Năm 2010, dân số của xã này là 532 người.